# Konventionen om skydd mot olycksfall vid hamnarbete
Konventionen om skydd mot olycksfall vid hamnarbete (ILO:s konvention nr 28 angående skydd mot olycksfall vid hamnarbete, Convention concerning the Protection against Accidents of Workers Employed in Loading or Unloading Ships) är en konvention som antogs av Internationella arbetsorganisationen (ILO) den 21 juni 1929 i Genève. Konventionen slår fast ett antal regler som syftar till att skydda hamnarbetare från olyckor i arbetet. Konventionen består av 24 artiklar.

## Ratificering
Konventionen har ratificerats av fyra stater, varav tre har sagt upp den i efterhand.